# Spisak teorija zavere
Ovo je spisak teorija zavere koje su široko popularne. Ima mnogo nedokazanih teorija zavere čija popularnost varira i koje su često u vezi sa tajnim planovima vlada i složenim zaverama za ubistvo. Za teorije zavere obično ne postoji opšta saglasnost, ne mogu se dokazati pomoću istorijskog ili naučnog metoda i ne treba ih mešati sa izučavanjem potvrđenih zavera kao što je na primer izgovor Nemačke za invaziju na Poljsku u Drugom svetskom ratu.

## Avijacija
Mnoge teorije zavere odnose se na avio-transport i avijaciju. Incidenti kao što su eksplozija aviona Kašmirska princeza (Kashmir Princess) 1955. godine, nesreća Hajdelberga 1987, uništenje aviona na letu Pan Am 103, 1988. godine, kao i različite avio tehnologije i navodna opažanja, izrodili su teorije o prljavim igrama koje odstupaju od zvaničnih izveštaja.

### Crni helikopteri
Ova teorija zavere pojavila se u SAD 60-tih godina XX veka. Društvo Džon Birč je promovisalo ovu ideju, tvrdeći da će snage Ujedinjenih nacija stići u crnim helikopterima, kako bi stavile SAD pod kontrolu UN. Ova teorija se ponovo pojavila 90-tih godina, tokom predsedničkog mandata Bila Klintona i promovisao ju je voditelj tok-šoua Glen Bek. Slična teorija o takozvanim "fantomskim helikopterima" pojavila se u Velikoj Britaniji 70-tih godina XX veka.

### Kemtrejls
Poznata i kao SLAP (Secret Large-scale Atmospheric Program - Tajni sveobuhvatni atmosferski program), ova teorija tvrdi da se tragovi od kondenzacije vode ("kontrejls" na engleskom) iz aviona sastoje od hemijskih ili bioloških agenasa ili da sadrže navodno toksičnu mešavinu aluminijuma, stroncijuma i barijuma, u skladu sa tajnim strategijama vlade. Procenjuje se da 17% ljudi širom sveta veruje da je ova teorija tačna ili delimično tačna. Godine 2016, Institucija za nauku Karnegi objavila je prvu recenziranu studiju kemtrejl teorije; 76 od 77 učesnika, atmosferskih hemičara i geohemičara, navelo je da nije videlo nikakve dokaze koji podržavaju kemtrejls teoriju ili je navelo da se kemtrejls teoretičari oslanjaju na oskudan uzorak.

### Let 007 Korijan erlajnsa
Uništenje aviona na letu 007 Korijan erlajnsa od strane sovjetskih aviona 1983. godine odavno pobuđuje zanimanje teoretičara zavere. Ove teorije se kreću od tvrdnji da je to bila planirana špijunska misija, preko tvrdnji o zataškavanju vlade SAD-a, do toga da su tela poginulih putnika pojele džinovske krabe.

### Let 370 Malezija erlajnsa
Nestanak aviona na letu 370 Malezija Erlajnsa u jugoistočnoj Aziji u martu 2014. podstakao je mnogobrojne teorije. Jedna od njih tvrdi da je ovaj avion sklonjen i ponovo uveden kao Let MH17 kasnije iste godine kako bi bio oboren iznad Ukrajine iz političkih razloga. Plodni američki teoretičar zavere Džejms H. Fecer kaže da je za nestanak ovog aviona odgovoran izraelski premijer Benjamin Netanjahu Teorije takođe tvrde da je određena autopilotska tehnologija bila tajno ugrađena u avion.

### Let 17 Malezija erlajnsa
Avion kompanije Malezija Erlajns na letu 17 oboren je nad Ukrajinom u julu 2014. Ovaj događaj je izrodio brojne alternativne teorije. Tu spadaju navodi da je to tajno bio Let MH370, da je avion u stvari oboren od strane ukrajinskog vazduhoplovstva da bi se smestilo Rusiji, da je to bio deo zavere da se sakrije "istina" o HIV-u (sedam specijalista za ovu bolest je bilo u avionu) ili da su za to krivi iluminati ili Izrael.

## Biznis i industrija

### "Dipvoter horajzon"
Postoje mnoge teorije zavere koje se odnose na kobni incident na naftnoj platformi 2010. u Meksičkom zalivu, koje iznose tvrdnje o sabotaži promotera ekologije ili o napadu severnokorejskih ili ruskih podmornica. Elemente ovih teorija je izneo ili promovisao američki radio voditelj Raš Limbo.

### Nova koka-kola
Po jednoj teoriji, kompanija Koka-kola je namerno prešla na lošiju formulu sa Novom koka-kolom, u nameri da ili podstakne potražnju za originalnim proizvodom ili da omogući ponovno uvođenje originala sa novom formulom koja koristi jeftinije sastojke. Predsednik Koka-kole Donald Keough odbacio je ovu optužbu rečima: "Nismo toliko glupi, a nismo ni toliko pametni."

## Smrti i nestanci
Teorije zavere se često pojavljuju posle smrti istaknutih vođa i javnih ličnosti. U antičko doba, široko rasprostranjene teorije zavere kružile su u vezi sa smrću rimskog cara Nerona, koji je izvršio samoubistvo 68. godine. Neke od tih teorija su tvrdile da je Neron u stvari lažirao svoju smrt i da je živ, ali se skriva, planirajući da se vrati i ponovo uspostavi svoju vladavinu. U većini ovih priča, govorilo se da je pobegao na Istok, gde je bio još uvek voljen i poštovan. Druge teorije su smatrale da je Neron zaista umro, ali da će se vratiti iz mrtvih da preuzme svoj tron. Mnogi rani hrišćani su verovali u ove teorije zavere i strahovali od Neronovog povratka jer ih je on žestoko progonio. Knjiga otkrivenja aludira na teoije zavere oko Neronovog navodnog povratka u svom opisu odsečene glave koja se vratila u život.
Teoretičare zavere privlače smrti istaknutih ličnosti iz svih oblasti, na primer, smrt američkog predsednika Abrahama Linkolna, Martina Lutera Kinga, Erika V Danskog, carevića Dimitrija, Jicaka Rabina, Zakarija Tejlora, Džordža S. Patona, Dajane, princeze od Velsa, Daga Hamaršelda i Dejvida Kelija.
Takođe su popularne teorije o smrti poznatih ličnosti ili političara. Jedna od takvih teorija je ona koja tvrdi da je Pol Makartni umro 1966. i da ga je zamenio njegov dvojnik. Druga slična teorija zavere, popularna u Srbiji i ostalim bivšim jugoslovenskim republikama, kaže da Jugoslavijom nije vladao Josip Broz Tito rođen u Kumrovcu, već da je on poginuo u Prvom svetskom ratu, a na njegovo mesto došao njegov dvojnik.
Isto tako su popularne i obrnute teorije o smrti, među kojima se najviše ističu one koje tvrde da je smrt Elvisa Prislija bila lažirana i da je Adolf Hitler preživeo Drugi svetski rat i pobegao u Ameriku, na Antarktik ili na Mesec. Vlada Sovjetskog Saveza pod vođstvom Staljina je, kao deo kampanje širenja dezinformacija, namerno širila teorije da je Hitler preživeo.

## Ekonomija i društvo

### Novi svetski poredak
Prema teoriji o Novom svetskom poretku, jedna grupa međunarodnih elita kontroliše vlade, industriju i medije, sa ciljem uspostavljanja globalne hegemonije. Ta grupa je, navodno, bila umešana u većinu najvećih ratova u poslednja dva veka, kako bi tajno inscenirala događaje i namerno manipulisala ekonomijama. U organizacije koje su navodno deo zavere spadaju: Sistem federalnih rezervi, Savet za inostrane odnose, Trilateralna komisija, Bilderberška grupa, Evropska unija, Ujedinjene nacije, Svetska banka, Međunarodni monetarni fond, Boemski šumarak, Le Cercle i društvo Lobanja i kosti univerziteta Jejl.
Iz diskordijanske prevare je proistekla jedna od vodećih svetskih teorija zavere, koja tvrdi da "Iluminati" tajno promovišu navodni Novi svetski poredak. Teoretičari veruju da je veliki broj muzičara, uključujući i Bijonse i Vitni Hjuston, povezan sa "grupom". U istaknute teoretičare ove vrste spadaju Mark Dajs i Dejvid Ajk.

### Aerodrom u Denveru
Neki teoretičari zavere veruju da se međunarodni aerodrom u Denveru nalazi iznad podzemnog grada koji služi kao sedište Novog svetskog poretka. Kao "dokaze" navode neobičnu veličinu aerodroma, udaljenost od centra grada, masonske i navodne satanističke simbole, kao i murale sa prizorima rata i smrti.

### Džordž Soroš
Mađarsko-američki investitor Džordž Soroš je predmet teorija zavere još od '90-tih godina XX veka. Soroš koristi svoje bogatstvo za promovisanje raznih političkih, socijalnih, edukativnih i naučnih ideja, pomoću donacija koje su po procenama iznosile 11 milijardi dolara do 2016. godine. Međutim, teorije tvrde da Soroš kontroliše veliki deo svetskog bogatstva i veliki broj vlada i da tajno, iz zlih namera, finansira širok spektar ličnosti i organizacija, kao što je Antifa, za koju teoretičari zavere tvrde da je ultra-levičarska militantna grupa. Takve ideje su promovisali Donald Tramp, Bil O'Rajli, Roj Mur, Aleks Džouns, Pol Gosar, Breitbart News i karikaturista Ben Garison. Teorije zavere o Sorošu su ponekad povezane sa antisemitskim teorijama zavere.

### Masoni
Teorije zavere u vezi sa slobodnim zidarima počele su da se razvijaju od XVIII veka. Ovi teoretičari tvrde da masoni kontrolišu veliki deo ekonomije i sudstva velikog broja zemalja, kao i to da su bili umešani u potapanje Titanika i zločine Džeka Trboseka. Među tim teoretičarima zapažen je američki pronalazač Semjuel Morze, koji je 1835. objavio knjigu o sopstvenim teorijama zavere. Teorije zavere o masonima se ponekad povezuju i sa nekim antisemitskim teorijama.

### Üst akıl
Teorije zavere u Turskoj počele su da dominiraju u javnom diskursu tokom mandata Stranke pravde i razvoja i Redžepa Tajipa Erdogana. Erdogan je 2014. godine skovao termin üst akıl ("mastermajnd" na engleskom) da bi označio navodnu instituciju koja komanduje i kontroliše, navodno je smeštena u vladi Sjedinjenih Američkih Država, i koja kuje sveobuhvatnu zaveru za slabljenje ili čak rasturanje Turske, pomoću orkestriranja svakog političkog aktera i akcije koje Turska percipira kao neprijateljske.

## Špijunaža

### Izraelsko špijuniranje pomoću životinja
Postoje teoretičari zavere koji tvrde da Izrael koristi životinje u špijuniranju ili napadu na ljude. Ove teorije su obično povezane sa teorijama zavere o cionizmu. U predmete interesovanja ovih teoretičara spadaju napadi ajkula u Egiptu 2010. godine, optužbe Hezbolaha za korišćenje orlova "špijuna" i zarobljavanje beloglavog supa, 2011.godine, koji je nosio izraelski GPS uređaj za praćenje divljih životinja.

### Harold Vilson
Brojne osobe, uključujući i bivšeg službenika MI5 Pitera Rajta i sovjetskog dezertera Anatolija Golicina, tvrdili su da je britanski premijer Harold Vilson bio špijun KGB-a. Istoričar Kristofer Endru izrazio je žaljenje zbog činjenice da je veliki broj ljudi bio "zaveden Golicinovim fantazijama".

## Etnička pripadnost, rasa i religija

### Antisemitizam
Još od srednjeg veka, antisemitizam je sadržao elemente teorije zavere. U srednjovekovnoj Evropi je bilo široko rasprostranjeno verovanje da Jevreji truju bunare, da su odgovorni za Isusovu smrt i da ritualno piju krv hrišćana. U drugoj polovini XIX veka pojavile su se ideje da Jevreji i/ili masoni kuju zaveru u cilju uspostavljanja kontrole nad svetom, a slična teorija zavere je u vezi sa kulturnim marksizmom. Izneti su falsifikovani dokazi kako bi se raširila ideja da su Jevreji odgovorni za propagiranje komunizma, pri čemu je najozloglašeniji primer knjiga Protokoli sionskih mudraca (1903). Takve antisemitske teorije zavere zauzele su centralno mesto u svetonazoru Adolfa Hitlera. Antisemitske teorije opstaju do danas u idejama koje se tiču banaka, Holivuda, novinskih medija i navodne Cionističke okupacione vlade. Ovim teorijama je zajednički tiranski pogled na svet.
Poricanje holokausta se takođe smatra antisemitskom teorijom zavere zbog stanovišta da je holokaust masovna obmana smišljena da promoviše interese Jevreja i opravda stvaranje države Izrael. Među onima koji poriču holokaust nalaze se bivši iranski predsednik Mahmud Ahmadinežad, osuđeni hemičar Germar Rudolf i diskreditovani pisac Dejvid Irving.

### Antikatolicizam
Ove teorije zavere su poprimile razne oblike, kao što su tvrdnje o Papskoj zaveri iz XVII veka, tvrdnje osoba kao što je Vilijam Blekstoun da katolici predstavljaju tajnu pretnju Velikoj Britaniji i brojni zapisi autora kao što su Semjuel Morze, Rebeka Rid, Avro Menhetn, Džek Čik i Alberto Rivera. Teoretičari često tvrde da je papa Antihrist ili optužuju katolike za prikrivanje dokaza koji su nekompatibilni sa crkvenim učenjima i za bavljenje tajnim zlim ritualima, za zločine i druge zavere.
Godine 1853, škotski ministar Aleksander Hislop je objavio svoj antikatolički pamflet Dva Vavilona, u kojem tvrdi da je Katolička crkva tajni nastavak paganske religije drevnog Vavilona, proizvod milenijumima stare zavere biblijskog kralja Nimroda i asirske kraljice Semiramide. On takođe tvrdi da su savremeni katolički praznici, uključujući Božić i Uskrs, u stvari, paganski festivali koje je uspostavila Semiramida i da su običaji povezani sa njima, u stvari, paganski rituali. Savremeni naučnici jednoglasno odbacuju argumente ove knjige kao pogrešne i zasnovane na pogrešnom razumevanju vavilonske religije, ali varijacije tih argumenata su još uvek prihvaćene od strane nekih grupa evangelističkih protestanata. Časopis Jehovinih svedoka The Watchtower često je objavljivao njene odlomke do 80-tih godina XX veka. Teza ove knjige takođe zauzima istaknuto mesto u teorijama zavere nekih rasističkih grupa.
Strahovi od katoličkog preuzimanja SAD-a su naročito istrajni, a podstaknuti fenomenima kao što su katolička imigracija u XIX veku i propaganda Kju kluks klana. Takvi strahovi su postojali u vezi sa katoličkim političkim kandidatima kao što su bili Al Smit i Džon Kenedi.
Papa Jovan Pavle I umro je u septembru 1978, samo mesec dana pošto je izabran za papu. Vreme njegove smrti i navodne teškoće Vatikana sa ceremonijalnim i pravnim procedurama u vezi sa njegovom smrću izrodili su nekoliko teorija zavere.
Ostavka ostarelog pape Benedikta XVI u februaru 2013, zbog "oslabelog uma i tela“, podstakla je teorije u italijanskim časopisima La Republika i Panorama da je on dao ostavku kako bi izbegao navodni skandal u koji je umešana podzemna katolička gej mreža.

### Antihrist
Apokaliptička proročanstva, naročito hrišćanske tvrdnje o Kraju vremena, inspirisala su mnoge teoretičare zavere. Mnoge od njih navode Antihrista, vođu koji će navodno stvoriti tiransko svetsko carstvo. Brojne osobe su smatrane za Antihriste, uključujući Fridriha II, cara Svetog rimskog carstva, ruskog cara Petra Velikog, Saladina, papu Jovana XXII, Benita Musolinija, bivšeg američkog predsednika Baraka Obamu, Napoleona Bonapartu i nemačkog diktatora Adolfa Hitlera.

### Biblija i Isus
Biblijske teorije zavere pretpostavljaju da su značajni delovi Novog zaveta lažni ili da su izostavljeni. Za različite grupe, bilo prave (kao što je Vatikan) ili lažne (kao što je Sionski priorat), kaže se da prikrivaju relevantne podatke u vezi sa, na primer, vremenom nastanka Torinskog pokrova.
Veliki deo ovih teorija zavere bio je podstaknut diskreditovanom knjigom Sveta krv i sveti gral, iz 1982, koja je tvrdila da su Isus i Marija Magdalena bili ljubavnici i da su njihovi potomci bili sakriveni u Evropi posle Isusove smrti, a od kojih je francuski crtač Pjer Plantard tvrdio da potiče. Interesovanje za ovu obmanu je obnovljeno po objavljivanju romana Da Vinčijev kod, Dena Brauna, 2003. godine.

### Islam
"Rat protiv islama" je teorija zavere u islamističkom diskursu koja govori o navodnoj zaveri da se ugrozi ili uništi društveni sistem u okviru islama. Tvrdi se da su izvršioci ove zavere nemuslimani i "lažni muslimani", koji su navodno u dosluhu sa političkim akterima u zapadnom svetu. Teorija o "ratu protiv islama" se često koristi kada se govori o savremenim društvenim problemima i promenama, ali su često polazna tačka Krstaški ratovi.
Od terorističkih napada 11. septembra, pojavile su se mnoge antiislamske teorije zavere, u vezi sa različitim temama. "Ljubavni džihad", ili "Romeo džihad", odnosi se na teoriju zavere u kojoj muslimanski muškarci navodno pronalaze nemuslimanske devojke koje će preobratiti u islam pošto ih zavedu. Teorija "Eurabije" navodi veliku muslimansku zaveru za islamizaciju Evrope (a često i ostatka zapadnog sveta) pomoću masovnih imigracija i visoke stope nataliteta. Pored toga, bivši američki predsednik Barak Obama je, pre i za vreme svog mandata, optužen od strane protivnika da je prikriveni musliman.

### Rasizam
U Sjedinjenim Američkim Državama, teorija zavere o genocidu nad crncima zastupa mišljenje da su afroamerikanci žrtve genocida koji sprovode beli Amerikanci. Godine 1952, Kongres za građanska prava (Civil Rights Congress) je linčovanja i rasnu diskriminaciju formalno opisao kao genocid. Malkolm Iks je takođe govorio o "genocidu nad crncima" ranih '60-tih godina. Javno finansiranje kontraceptivne pilule takođe je opisano kao "genocid nad crncima" na prvoj konferenciji pod nazivom Moć crnaca (Black Power), 1967. godine. Godine 1970, pošto je abortus šire legalizovan, neki crni militanti su to predstavili kao deo zavere.
U nekim američkim gradovima u kojima je na vlasti afroamerička većina, kao što je na primer Vašington, uporno istrajava teorija po kojoj beli Amerikanci kuju zaveru da preuzmu te gradove.
Teorija zavere o genocidu nad belcima je ideja belaca nacionalista da se imigracija, rasna integracija, nizak natalitet i abortus promovišu u zemljama sa belačkom većinom kako bi belci postali manjina ili kako bi se istrebili. U jednom istraživanju Francuskog instituta za mišljenje javnosti (IFOP), 2017. godine, pokazalo se da 48% učesnika veruje bez dokaza da političke i medijske elite kuju zaveru kako bi zamenili belce imigrantima.
Neki rastafarijanci smatraju da belački rasistički patrijarhat ("Vavilon") kontroliše svet kako bi sprovodio tiraniju nad crncima  Oni veruju da car Etiopije Hajle Selasije nije umro 1975. godine, već da su navodno rasistički mediji raširili lažne izveštaje o njegovoj smrti sa ciljem da uguše rastafarijanski pokret.

## Vanzemaljci i NLO
Jedan od glavnih predmeta interesovanja teoretičara zavere su pitanja vanzemaljskog života; na primer, vladina zataškavanja navodnog Rozvelskog NLO incidenta ili aktivnosti u Oblasti 51. Takođe su popularne i teorije o takozvanim "ljudima u crnom", koji navodno ućutkavaju svedoke.
Od 1960-tih godina, širom sveta su se pojavljivali izveštaji o uginuloj stoci nađenoj bez nekih delova tela i sa naizgled izvučenom krvlju iz tela. Ovaj fenomen je izrodio različite teorije o vanzemaljcima i tajnim vladama ili vojnim eksperimentima. Od teoretičara na ovu temu ističe se Linda Moulton Howe, autorka knjige Žetva vanzemaljaca (Alien Harvest) iz 1989. godine
Mnogi teoretičari zavere crpe inspiraciju iz zapisa Zeharije Sičina, koji je izjavio da su Anunaki iz sumerske mitologije u stvari bili rasa vanzemaljskih bića koji su došli na Zemlju pre 500.000 godina da bi kopali zlato. U svojoj knjizi iz 1994, Vanzemaljsko poreklo ljudi: Uticaj vanzemaljaca na biološku i kulturnu evoluciju ljudi, Atrur Horn kaže da su Anunaki rasa vanzemaljskih reptila koji piju krv i menjaju oblik. Ovu teoriju je prilagodio i razradio britanski teoretičar zavere Dejvid Ajk, koji tvrdi za porodicu Buš, Margaret Tačer, Boba Houpa i britansku kraljevsku porodicu da su, ili su bili, ova stvorenja, ili da se nalaze pod njihovom kontrolom.

## Vlade, politika i konflikti
U moderno doba, političke teorije zavere se često šire preko lažnih vesti na društvenim mrežama. Jedno istraživanje lažnih vesti iz 2017, koje je objavio Shorenstein centar, došlo je do zaključka da je "dezinformacija trenutno pretežno patološko ponašanje desnice".
Političke teorije zavere se mogu javiti u generalizovanom i širokom rasponu oblika u vezi sa ratovima ili međunarodnim organizacijama, ali se takođe mogu javiti i na lokalnom nivou, kao što je, na primer, teorija o 118. bataljonu britanskog puka stacioniranom u Kičeneru u Ontariju tokom I svetskog rata, za koji neki veruju da je još uvek prisutan i da kontroliše lokalnu politiku.

### Iluminati
Teorije zavere o iluminatima, tajnom društvu koje je bilo kratkog veka, iz doba prosvetiteljstva u XVIII veku, pojavile su se krajem XIX veka, kada su neki konzervativci u Evropi počeli da veruju da je ova grupa odgovorna za Francusku revoluciju (1789–1799) Obmane o iluminatima kasnije je širila, 1960-tih godina, jedna grupa američkih šaljivdžija, poznatih kao Diskordijanci, koji su, na primer, napisali niz lažnih pisama Plejboju o iluminatima.

### Operacije pod lažnom zastavom
Operacije pod lažnom zastavom su tajne operacije osmišljene da izgledaju kao da ih sprovodi neko drugi. Neke operacije pod lažnom zastavom su proverene ili su predmet legitimne istorijske rasprave (kao što je paljenje Rajhstaga 1933). Diskusije o nepotvrđenim tvrdnjama o takvim operacijama veoma su zastupljene u diskursu teorija zavere.
Druge tvrdnje o takvim operacijama su iznošene ili se iznose o bombardovanju Perl Harbura, bombaškom napadu u Oklahoma Sitiju, bombaškom napadu na vozove u Madridu 2004. i o incidentu u Tonkinškom zalivu 1964.
Jačanje Islamske države dovelo je do teorija zavere koje tvrde da su njeni tvorci SAD, CIA, Mosad ili Hilari Klinton. Isto se dogodilo i nakon jačanja Boko Harama.

### Sendi Huk
Masovno ubistvo iz 2012. u osnovnoj školi Sendi Huk u Njutaunu u Konektikatu, podstaklo je brojne teorije zavere, među kojima je i tvrdnja da je reč o proizvedenom događaju s ciljem promocije kontrole oružja. Bivši vođa Kju kluks klana Dejvid Djuk imao je teoriju da su 'cionisti' odgovorni. Teoretičari poput Aleksa Džonsa tvrde da je događaj bio insceniran uz pomoć glumaca. Uznemiravanje porodica ubijenih od strane teoretičara zavere rezultiralo je brojnim krivičnim gonjenjima. Raš Limbo je izjavio da se ovo ubistvo desilo jer je fenomen majanskog kalendara podstakao ubicu na taj čin.

### Klintonovi
Jedna diskreditovana teorija tvrdi da su bivši američki predsednik Bil Klinton i njegova supruga Hilari Klinton ubili preko pedeset svojih saradnika. Lejklend ledžer, Čikago tribjun i Snopes.com su diskreditovali ovu teoriju, ukazujući na detaljne zapise o smrti, neuobičajeno veliki krug saradnika koje predsednik verovatno ima, i na činjenice da mnogi od ljudi sa spiska nisu imali nikakve veze sa Klintonovima, ili su pogrešno identifikovani, ili su još uvek živi.
"Picagejt" je diskreditovana teorija zavere koja se pojavila tokom predsedničkih izbora u Sjedinjenim Državama 2016. godine, i koja je povezivala jednu piceriju i članove Demokratske stranke sa nepostojećim pedofilskim lancem. Ovu teoriju su diskreditovala brojna tela, uključujući policijsku upravu okruga Kolumbija, Snopes.com, Njujork tajms i Foks Njuz.

### Barak Obama
Bivši američki predsednik Barak Obama je bio, ili je još uvek, predmet brojnih teorija zavere. Njegov predsednički mandat je predmet filma „Obmana Obame“ iz 2009. godine, Aleksa Džonsa, u kome se tvrdi da je Obamina administracija marionetska vlada bogate elite. Druga teorija iz 2009. negira legitimitet Obaminog mandata tvrdeći da on nije rođen u Sjedinjenim Državama. Ova teorija je opstala i pored dokaza u vidu Obamine havajske krštenice i istovremenih objava rođenja u dva havajska lista 1961. godine. Među viđenijim promoterima te teorije je i predsednik Donald Tramp, koji je kasnije javno priznao da je ona lažna, ali je naveo da će je i dalje zastupati privatno. Druge teorije tvrde da je Obama, koji je inače protestantski hrišćanin, tajni musliman.

### Kulturni marksizam
Grupa intelektualaca poznata pod nazivom Frankfurtska škola, koja se pojavila 30-tih godina XX veka, postala je predmet teorija zavere po kojima je navodno promovisala komunizam u kapitalističkim društvima. Izraz "kulturni marksizam" naročito koriste američki konzervativni pokreti poput Pokreta Čajanka, i norveškog masovnog ubice Andersa Brejvika.

## Medicina

### Suzbijanje alternativne terapije
Studija iz 2013. godine koju je odobrio Univerzitet u Čikagu pokazala je da skoro polovina Amerikanaca veruje barem u jednu medicinsku teoriju zavere, a 37% njih veruje da Uprava za hranu i lekove namerno suzbija „prirodne“ lekove zbog uticaja farmaceutske industrije. Istaknuti zagovornik sličnih teorija zavere je osuđeni prevarant Kevin Trudo.

### Veštačke bolesti
Naučnici su pronašli dokaze da se HIV 1930-ih preneo sa majmuna na ljude. Međutim, postoje dokazi da je KGB osamdesetih godina XX veka namerno proširio teoriju da je ovaj virus napravila CIA. Od tada, ove teorije kao i njima slične koje se odnose na ebolu, promovišu osobe poput glumca Stivena Sigala, vođe Islamske nacije Luisa Farakana i bivšeg predsednika Južne Afrike Taboa Mbekija. Slične teorije zavere tvrde da farmaceutske kompanije pomažu u stvaranju uslova za nastanak raznih bolesti, kao i u stvaranju samih bolesti, uključujući tu i hiperaktivni poremećaj (ADHD), herpes simpleks i humani papiloma virus.

### Fluoridizacija
Fluoridizacija vode je kontrolisano dodavanje fluorida u vodu iz vodovoda radi smanjenja karijesa zuba. Iako mnoge stomatološke zdravstvene organizacije podržavaju fluoridizaciju, toj praksi se suprotstavljaju teoretičari zavere. Oni tvrde da to predstavlja način za odlaganje industrijskog otpada ili da se zataškava nemogućnost pružanja stomatološke nege siromašnima. Još jedna od teorija, koju je 60-ih godina zastupalo Društvo Džon Birč, opisuje fluoridizaciju kao komunističku zaveru sa ciljem da se smanji broj stanovnika u Americi.

### Vakcinacija
Prema ovoj popularnoj teoriji zavere, farmaceutska industrija je zataškala uzročnu vezu između vakcina i autizma. Ova teorija se poziva na objavljivanje prevarantskog rada diskreditovanog bivšeg lekara Endrua Vejkfilda iz 1998. godine. Pokret protiv vakcinisanja podržao je veliki broj poznatih, uključujući Roba Šnajdera, Džima Kerija i američkog predsednika Donalda Trampa, i to je dovelo do povećanja stope zaraženih i stope smrtnosti od bolesti kao što su male boginje (morbili) u mnogim zemljama, uključujući SAD, Italiju, Nemačku, Rumuniju i Veliku Britaniju.
Teorije zavere u vezi sa vakcinama rasprostranjene su u Nigeriji još od 2003. godine, kao i u Pakistanu. Takve teorije ponekad sadrže i tvrdnje da su vakcine deo tajne antiislamske zavere i da su povezane sa masovnim ubistvima i bombaškim napadima na klinikama za vakcinaciju u obe zemlje.

## Nauka i tehnologija

### Projekti za kontrolu vremenskih prilika i zemljotresa
Brojne teorije se odnose na stvarne ili navodne projekte za kontrolu vremenskih prilika. U njih spada i diskreditovana tvrdnja da je HAARP, istraživački program o radio-tehnologiji koji finansira američka vlada, u stvari tajni sistem za kontrolu vremenskih prilika. Neki teoretičari zavere krive HAARP za uragan Katrina iz 2005. godine. Oni takođe veruju i da je HAARP nekako prouzrokovao zemljotrese, poput zemljotresa na Haitiju 2010. godine, zemljotresa i cunamija u Tohokuu 2011 ili saravanskog zemljotresa 2013. godine. Teorije o HAARP-u se takođe mogu odnositi na i tehnologiju kontrole uma.
Interesovanje teoretičara zavere takođe pobuđuje tehnologija sejanja oblaka. U ovakve teorije spadaju: diskreditovana tvrdnja da je projekat britanske vojske Kumulus izazvao kobnu poplavu u Linmautu u Devonu (Engleska) 1952. godine, i tvrdnje o navodnom tajnom projektu koji je izazvao poplave u Pakistanu 2010. godine.

### RFID tehnologija
RFID čipovi, poput onih koji se implantiraju kućnim ljubimcima kao sredstvo za praćenje, izazivaju interesovanje teoretičara zavere koji smatraju da je ova tehnologija tajno ugrađena ljudima. Bivši gradski odbornik Vitbija u Engleskoj, Sajmon Parks, promovisao je ovu teoriju, koja je ponekad povezana i sa teorijama zavere koje se tiču vakcinacije, elektronskog bankarstva i Antihrista.

### Ravna Zemlja
Teorija o ravnoj Zemlji prvi put se pojavila u Engleskoj u XIX veku, uprkos tome što je još od Pitagore poznato da je Zemlja sferičnog oblika. Poslednjih godina teoriju o ravnoj Zemlji je promovisao američki softverski savetnik Mark Sardžent preko video snimaka na Jutjubu. Teoretičari zavere o ravnoj Zemlji smatraju da naša planeta nije sfera i da su dokazi lažirani ili zataškani kako bi se sakrila činjenica da je Zemlja u stvari disk ili jedna beskonačna ravan. U ovu zaveru često uključuju i agenciju NASA. U ove teorije spadaju i tvrdnje da su GPS uređaji napravljeni tako da piloti aviona pogrešno veruju da lete oko globusa.

### Suzbijanje tehnologije
Brojne teorije odnose se na navodno suzbijanje ili neotkrivanje određenih tehnologija i energija. U fokusu takvih tvrdnji su, na primer, zavera tajnog društva Vril, tvrdnje o suzbijanju električnih automobila od strane kompanija koje prave automobile na fosilna goriva (detaljno opisano u dokumentarcu iz 2006. Ko je ubio električni automobil? ) i kartel Phoebus, osnovan 1924. godine, koji je optužen za suzbijanje električnih sijalica koje duže traju. U ostale tvrdnje koje dugo opstaju spadaju suzbijanje perpetuum mobile tehnologije i tehnologije hladne fuzije od strane vladinih agencija, grupa sa posebnim interesom ili pronalazača prevaranata.
U zagovornike teorija o alternativnim energijama spadaju Tomas Henri Moraj, Judžin Malov i osuđeni američki prevarant Stenli Mejer.

### Lažna istorija
Teorija poznata pod nazivom "Nova hronologija" najviše je povezana s ruskim teoretičarem Anatolijem Fomenkom. Fomenko smatra da je istorija mnogo vekova kraća nego što se široko veruje i da su brojni istorijski dokumenti fabrikovani, a legitimni dokumenti uništeni, zbog političkih ciljeva. U pristalice tih ideja spada i šahovski velemajstor Gari Kasparov.

## Svemirske agencije
Naučni svemirski programi izazivaju posebno zanimanje teoretičara zavere. Teorije koje su našle najplodnije tlo su one koje tvrde da je američko sletanje na Mesec NASA inscenirala u filmskom studiju, pri čemu neki navode da je u to bio umešan i režiser Stenli Kjubrik. Sovjetski svemirski program je takođe privukao teorije o tome da je vlada prikrivala dokaze o neuspešnim letovima.
Teoretičari zavere odavno iznose teorije o zaveri organizacija kao što je NASA u cilju prikrivanja postojanja velike planete u Sunčevom sistemu poznate pod nazivom Nibiru ili Planeta Iks, koja će, navodno, jednog dana proći dovoljno blizu Zemlje da je uništi. U datume predviđenog uništenja spadaju 2003, 2012 i 2017. godina. Ta teorija je počela da se razvija nakon objavljivanja knjige 12. planeta (1976), diskreditovanog rusko-američkog autora Zaharije Sičina, a potom promovisanja od strane američkog teoretičara zavere Dejvida Mida.

## Sport

### Boks
Postoje mnoge teorije zavere vezane za boks, poput onih u kojima se tvrdi da su drugi meč između Muhameda Alija i Sonija Listona i prvi meč Bredli-Pakjao bili namešteni.

### Namešteni procesi selekcije
Prema „teoriji zamrznute koverte“, Nacionalna košarkaška asocijacija je 1985. godine namestila lutriju na draftu kako bi Patrik Juing došao u Njujork Nikse. Teoretičari zavere tvrde da je koverta na lutriji bila ohlađena kako bi se mogla prepoznati dodirom. Po sličnoj "teoriji vrućih kuglica", koju je postavio škotski fudbalski menadžer Dejvid Mojz, određene kuglice korišćene u izvlačenju za UEFA takmičenja su grejane kako bi se dobili željeni ishodi.

### Ronaldo i finale Svetskog prvenstva 1998. godine
Na dan finala Svetskog prvenstva 1998. godine, brazilski napadač Ronaldo imao je epileptični napad. Prvobitno nije bio u startnoj postavi 72 minuta pre meča i objavljeni spisak je zaprepastio svetske medije, a potom ga je trener Brazila vratio u startnu postavu pred sam početak. Ronaldo je "promesečario" kroz finale, a Francuska je pobedila u utakmici. Priroda tog incidenta pokrenula je razna pitanja i optužbe koji su se provlačili godinama, a Aleks Belos je u časopisu The Guardian napisao: "Kada je Ronaldova bojazan za sopstveno zdravlje objavljena posle meča, jedinstvene okolnosti situacije dale su podsticaj za neverovatne teorije zavere. Imamo najpoznatijeg sportistu na svetu koji treba da učestvuje u najvažnijem meču u karijeri i on se iznenada neobjašnjivo razboljeva. Da li je u pitanju stres, epilepsija ili je bio drogiran?". Takođe su kružila pitanja o tome ko je naterao Ronalda da igra. Brazilski trener je insistirao na tome da je njegova reč poslednja, ali su mnogi iznosili spekulacije da je sportska kompanija Najk - koja je imala višemilionski sponzorski ugovor sa reprezentacijom Brazila i za koju su mnogi Brazilci smatrali da ima previše kontrole - izvršila pritisak na napadača da igra uprkos savetu lekara.

### Nju Ingland Patriotsi
NFL tim Nju Ingland Patriots takođe je bio predmet brojnih teorija zavere. Posle njihove pobede od 24–20 nad Džeksonvil Džeguarsima u finalu AFC-a, proširilo se nekoliko teorija zavere u kojima se navodi da su sudije pomogle Patriotsima da uđu u Superboul 52. Međutim, sportski analitičar Stiven A. Smit izjavio je da Džeguarsi nisu bili oštećeni i da za gubitak nemaju nikoga da krive osim sebe. Postojale su i teorije zavere u vezi sa 51. Superboulom između Patriotsa i Atlanta Falkonsa, koji su izjavili da je meč bio namešten, dok su drugi ocenili da su Falkonsi napravili nekoliko pogrešnih taktičkih odluka u igri na kraju meča.

## Literatura
- Tudge McConnachie, Robin James (2008) [2005, 2008]. The Rough Guide to Conspiracy Theories. Rough Guide. ISBN 978-1-85828-281-7.
- Hodapp, Christopher; Alice Von Kannon (2008). Conspiracy Theories & Secret Societies For Dummies. Hoboken, NJ: Wiley. ISBN 978-0-470-18408-0.
- Gray, John (2000) [1998]. False Dawn: The Delusions of Global Capitalism. New Press. ISBN 978-1-56584-592-3.
- David Aaronovitch (2010) [2009]. Voodoo Histories: How Conspiracy Theory Has Shaped the Modern World. Vintage. ISBN 978-0099478966.